# Jan Šulc (kanoista)
Jan Šulc (1915/1916? – 30. května 2001) byl československý kanoista, reprezentant ve vodním slalomu, autor první učebnice vodního slalomu, pozdější trenér a rozhodčí.
V letech 1949–1959 byl československým reprezentantem ve vodním slalomu. Ze závodů hlídek deblkánoí (C2) má ze světových šampionátů z let 1949 a 1951 dvě stříbrné medaile. Na Mistrovství světa 1953 v Meranu získal zlato v kategorii C1 družstev a stříbro v individuálním závodě C2.
V roce 1949 založil časopis Vodní sporty (původně Lodní sporty : měsíčník pro kanoistiku, veslařství a jachting), jehož byl dlouholetým šéfredaktorem. Od roku 1950 byl více než 10 let členem slalomové komise Mezinárodní kanoistické federace, kde měl velký podíl na zavedení moderního pojetí vodního slalomu. Je autorem první učebnice vodního slalomu (1956) a tvůrcem pravidel kanoistiky na divokých vodách.
Působil jako trenér, byl předsedou oddílu kanoistiky v TJ Bohemians Praha. Na národní i mezinárodní úrovni působil jako rozhodčí ve vodním slalomu a sjezdu. Organizoval též mnohé domácí kanoistické závody. Za svou činnost byl oceněn medailí za zásluhy Mezinárodní kanoistické federace.